# Йосипівська сільська рада (Вільшанський район)
| Йосипівська сільська рада — колишній орган місцевого самоврядування у Вільшанському районі Кіровоградської області з адміністративним центром у с. Йосипівка. Сільській раді були підпорядковані населені пункти: - с. Йосипівка - с. Залізничне |

## Склад ради
Рада складалася з 12 депутатів та голови.

### Керівний склад ради
| ПІБ                           | Основні відомості                                                         | Дата обрання | Дата звільнення |
| ----------------------------- | ------------------------------------------------------------------------- | ------------ | --------------- |
| Холявіцька Валентина Гнатівна | Сільський голова, 1951 року народження, освіта, позапартійна              | 26.03.2006   | 31.10.2010      |
| Миколюк Володимир Миколайович | Сільський голова, 1966 року народження, освіта вища, член народної партії | 31.10.2010   |                 |

Примітка: таблиця складена за даними джерела

## Населення
Згідно з переписом УРСР 1989 року чисельність наявного населення села становила 2479 осіб, з яких 1074 чоловіки та 1405 жінок.
За переписом населення України 2001 року в селі мешкала 891 особа.

### Мова
Розподіл населення за рідною мовою за даними перепису 2001 року:
| Мова       | Відсоток |
| ---------- | -------- |
| українська | 95,27 %  |
| російська  | 3,83 %   |
| молдовська | 0,68 %   |
| білоруська | 0,11 %   |
| болгарська | 0,11 %   |